# Stazione meteorologica di Gressoney-Saint-Jean
La stazione meteorologica di Gressoney-Saint-Jean è la stazione meteorologica di riferimento per la località alpina di Gressoney-Saint-Jean. È possibile vedere i dati registrati con cadenza oraria relativi a questa stazione e alle altre presenti sul territorio regionale presso la pagina riferita ai dati meteo della Valle d'Aosta.

## Coordinate geografiche
La stazione meteorologica è situata nell'Italia nord-occidentale, in Valle d'Aosta, nel comune di Gressoney-Saint-Jean, in località Bieltschòcke, a 1.400 metri s.l.m. e alle coordinate geografiche 45°28′N 7°31′E.

## Dati climatologici
Secondo i dati medi del trentennio 1961-1990, la temperatura media del mese più freddo, gennaio, si attesta a -4,8 °C, mentre quella del mese più caldo, luglio, è di +13,8 °C .
| Gressoney-Saint-Jean | Mesi  | Mesi | Mesi | Mesi | Mesi | Mesi | Mesi | Mesi | Mesi | Mesi | Mesi | Mesi | Stagioni | Stagioni | Stagioni | Stagioni | Anno |
| Gressoney-Saint-Jean | Gen   | Feb  | Mar  | Apr  | Mag  | Giu  | Lug  | Ago  | Set  | Ott  | Nov  | Dic  | Inv      | Pri      | Est      | Aut      | Anno |
| -------------------- | ----- | ---- | ---- | ---- | ---- | ---- | ---- | ---- | ---- | ---- | ---- | ---- | -------- | -------- | -------- | -------- | ---- |
| T. max. media (°C)   | 0,5   | 2,4  | 6,4  | 10,4 | 14,3 | 17,7 | 20,5 | 19,3 | 16,2 | 10,0 | 4,8  | 2,0  | 1,6      | 10,4     | 19,2     | 10,3     | 10,4 |
| T. min. media (°C)   | −10,1 | −9,6 | −6,3 | −2,1 | 2,0  | 5,1  | 7,1  | 6,6  | 4,5  | 0,2  | −4,5 | −7,6 | −9,1     | −2,1     | 6,3      | 0,1      | −1,2 |